# Hans Maag
Hans Maag (Zúrich, 21 de diciembre de 1916 - Zúrich, 23 de septiembre de 1981) fue un ciclista suizo que fue profesional entre 1939 y 1948.
De su carrera destacan las victorias en el Tour norteño-oeste y al Tour del lago Léman.

## Palmarés
- 1941
  - 1º en el Tour de los Tres Lagos a Morado
- 1942
  - Vencedor de una etapa en la Vuelta a Suiza
- 1945
  - 1º en el Tour norteño-oeste
  - 1º en el Tour del lago Léman
- 1947
  - 1º en Neuchâtel